# عسل‌خوار رخ‌آبی
عسل‌خوار رخ‌آبی (نام علمی: Entomyzon cyanotis)  که به صورت محاوره ای با نام bananabird (پرنده موز)شناخته می شود نام یک گونه ازگنجشك‌ سان‌ های  تیره عسل‌خوار است. سه گونه از آنها شناسایی شده است.
عسل خوارهای بزرگ، گونه ی آبی رنگ ، طول حدود 29.5 سانتی متر (11.6 اینچ) است. لکه های آن مشخص است و دارای قسمتهای بالای زیتون ، زیرپوشهای سفید و یک سر سیاه و گلو با انگشت و گونه های سفید است. نر و ماده از نظر ظاهر بیرونی مشابه هستند. بزرگسالان دارای ناحیه آبی رنگ و پوست لخت در هر طرف صورت هستند که به آسانی آنها را از نوجوانان جدا می کند که دارای لکه های زرد یا سبز پوست لخت هستند.